# Houyet
Houyet – miejscowość i gmina w południowo-wschodniej Belgii, w Regionie Walońskim, w prowincji Namur, w okręgu Dinant. 1 stycznia 2024 roku liczyła 5183 mieszkańców.  

## Podział administracyjny
W skład gminy wchodzi dziewięć dzielnic (section):
- Celles
- Ciergnon
- Custinne
- Finnevaux
- Hour
- Hulsonniaux
- Mesnil-Église
- Mesnil-Saint-Blaise
- Wanlin